# Magnus Haraldi Wallerstadius
Magnus Haraldi Wallerstadius, född 1574 i Vallerstads församling, Östergötland, död 7 mars 1655 i Linköpings församling, Östergötlands län, var en svensk präst, riksdagsman och skolman. 

## Biografi
Magnus Wallerstadius föddes 1574 i Vallerstads församling. Han var son till en kyrkoherden Haraldus Petri  i Vallerstads församling och Anna Nilsdotter. År 1595 blev han student vid Uppsala universitet och reste sedan utomlands där han avlade magisterexamen. Wallerstadius blev 1604 han konrektor i Linköpings trivialskola och prästvigdes samma år. År 1606 blev han teologie lektor i katedralskolan, Linköping och var även från 1607 domkyrkosyssloman i Linköpings församling och kyrkoherde i Kaga församling. Wallerstadius blev 25 februari 1610 rektor vid Linköpings trivialskola och var preses vid prästmötet 1614. Han blev 1623 domprost i Linköpings församling och var riksdagsman vid riksdagen 1635. Wallerstadius avled 1655 i Linköpings församling.

### Familj
Wallerstadius var gift med Kjerstin Thyrilsdotter (Stålhandske) (1582–1652). Hon var dotter till Thyrils Nilsson och Anna Mattsdotter (Ruuth) i Grelsby, Finland. De fick tillsammans barnen Elisabeth Pelican (1614–1646) som var gift med assessorn Johan Risingh, kyrkoherden Isacus Magni Pelecanus (1621–1674) i Mjölby församling, Brita Pelican som var gift med kyrkoherden Israel Rydelius i Hällestads församling, rektorn Petrus Pelican vid Söderköpings trivialskola, Isaac Pelican, Margareta Pelican, Måns Pelican, Thure Pelican (död 1622), Harald Pelican (död 1622), Nils Pelican (död 1622), Zacharias Pelican (död 1622) och Per Pelican (död 1622).